# Rua Frei Caneca (São Paulo)
A Rua Frei Caneca é uma rua do bairro de Cerqueira César, localizada no distrito da Consolação, da cidade de São Paulo, Brasil.
A via homenageia Joaquim da Silva Rabelo (Recife, 20 de agosto de 1779 — Recife, 13 de janeiro de 1825), o frei Joaquim do Amor Divino, o frei Caneca, orador, político, jornalista e poeta, morto após a Confederação do Equador.

## História e Atualidade
Ganhou repercussão o fato, em 2003, quando um segurança do Shopping Frei Caneca teve atitudes homofóbicas contra um casal de homens que se beijava no interior do centro comercial, embora o empreendimento garanta que não houve discriminação. Com essa situação a comunidade gay organizou um "beijaço" gay, onde 2.000 participantes beijaram-se ao mesmo tempo, lotando a praça de alimentação do shopping.
A partir deste ano a rua ganha bares e boates, além da "adoção" do Shopping Frei Caneca pela comunidade LGBT. Atualmente a rua e a região do Baixo Augusta fazem parte do roteiro gay da cidade por causa de seus bares, boates e saunas gays. O fato causou a valorização da região, surtindo efeitos positivos na economia local e principalmente no aspecto imobiliário.
A ocorrência do beijaço de 2003 intensificou a movimentação e o comércio local que não somente consta como referência como também se tornou símbolo de resistência para a comunidade LGBT.
A iniciativa privada veiculou projeto com o intuito de institucionalizar o status da "rua Gay" da cidade para tornar de direito aquilo que já é de fato. O projeto criado pela Associação GLS Casarão Brasil contou com apoio de grande parte da sociedade justamente pelo fato de ter se tornado tendência mundial a tematização de ruas com a alteração de nome de certas vias para "Rua Gay" que contaram com melhorias de infraestrutura, ampliação de calçadas e iluminação colorida. 
Há relato de que pelo menos um grupo conservador discriminatório se manifestou contrariamente às alterações, apesar de São Paulo ser abrigo para outras 59 ruas temáticas. Ainda que o projeto encontre-se paralisado, a rua continua sendo palco de manifestações de resistência e na prática, constitui o reduto LGBT da cidade de SãO Paulo.

## Locais
A rua é notável por se tratar de um polo da comunidade LGBT que encontra na região diversos eventos culturais e espaços voltados para inclusão. 
O Shopping Center 3 com acesso pela Avenida Paulista e pelas ruas Augusta e Luís Coelho apresenta um comércio variado e notadamente a feirinha de artesanato bastante procurada aos domingos.
Abriga o Instituto Cultural Ítalo-Brasileiro Casa de Dante  e a Escola de Atores Wolf Maya.
Nela se encontra a Paróquia do Divino Espírito Santo, centenária igreja que abriga a tradicional Irmandade do Divino Espírito Santo, que além de dar assistência religiosa e espiritual à população, promove casamentos, concertos, cursos e quermesses, e auxilia os mais necessitados. Em seus fundos se localiza a Rua Peixoto Gomide.
No antigo Hotel Della Volpe, ocorreu o assassinato do governador do Estado do Acre, Edmundo Pinto, em 18 de maio de 1992.
Lá se encontra a Maternidade de São Paulo, já desativada e localizada próximo à Avenida Paulista, onde nasceu grande parte da elite paulista sendo algumas personalidades conhecidas através da mídia e onde, em anexo, funcionou por diversos anos o Instituto Superior de Administração Hospitalar.
A futura sede da PR-SP fica na rua Frei Caneca nº 1360, a menos de um quarteirão da Avenida Paulista. Sua localização contribuiu para a escolha do prédio por ser o edifício próximo dos fóruns criminal e cível da Justiça Federal, do TRF da 3ª Região, da Advocacia Geral da União, da Defensoria Pública da União e do Juizado Especial Cível, praticamente todos os órgãos que atuam na Justiça Federal na Capital. A localização em rua de mão dupla vem facilitar transporte para a população e funcionários do órgão. No local ficava o Hotel Crowne Plaza.
Rotineiramente a região foi palco de agressões e alto número de assaltos, resultando em inúmeras críticas à política adotada para segurança pública no local.